# Hệ thống thanh toán

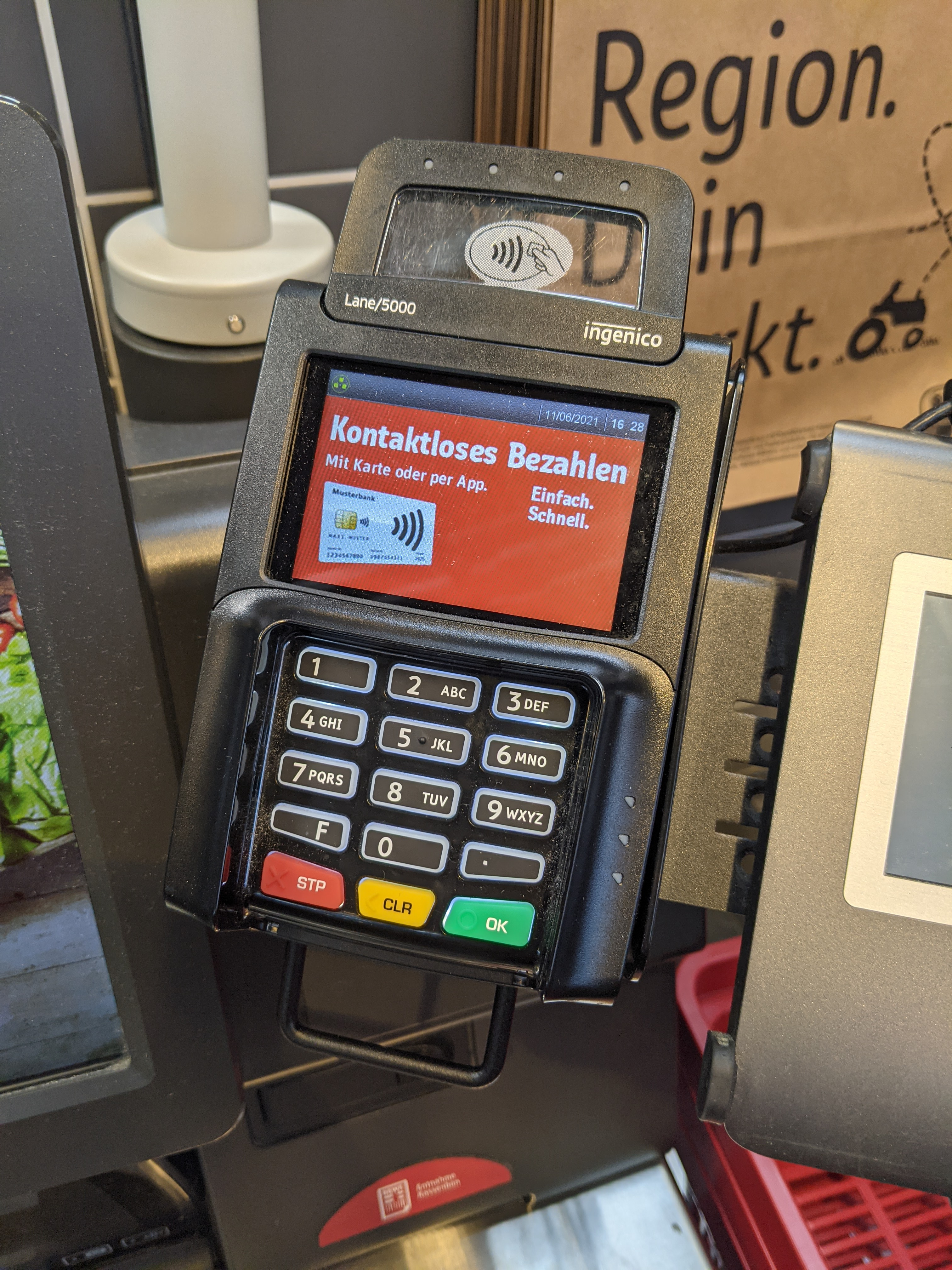
Các máy móc phục vụ cho hệ thống thanh toán

Hệ thống thanh toán (Payment system) là bất kỳ hệ thống nào được thiết lập, sử dụng để xử lý các giao dịch tài chính thông qua việc chuyển giao giá trị tiền tệ để thanh toán. Hệ thống này bao gồm các thể chế, công cụ thanh toán, người dùng, quy tắc, thủ tục, tiêu chuẩn và công nghệ giúp cho việc trao đổi tiền tệ-tài chính trở nên khả thi và hiện thực hóa. Một loại hệ thống thanh toán phổ biến được gọi là mạng lưới hoạt động liên kết các tài khoản ngân hàng và cung cấp  tiện ích việc trao đổi tiền tệ bằng cách sử dụng tiền gửi ngân hàng. Một số hệ thống thanh toán cũng bao gồm cơ chế tín dụng mà về cơ bản là một khía cạnh khác của việc thanh toán.

## Chức năng
Hệ thống thanh toán được sử dụng thay cho tiền mặt trong các giao dịch trong nước và quốc tế, bao gồm một dịch vụ chính được các ngân hàng và các tổ chức tài chính khác cung cấp. Hệ thống thanh toán truyền thống bao gồm các công cụ chuyển nhượng như hối phiếu (ví dụ: séc) và các khoản tín dụng chứng từ như thư tín dụng (LC). Với sự ra đời của máy tính và truyền thông điện tử, nhiều hệ thống thanh toán điện tử thay thế đã xuất hiện. Thuật ngữ thanh toán điện tử đề cập đến một khoản thanh toán được thực hiện từ tài khoản ngân hàng này sang tài khoản ngân hàng khác bằng các phương thức điện tử và không có sự can thiệp trực tiếp của nhân viên ngân hàng. Thanh toán điện tử được định nghĩa theo nghĩa hẹp đề cập đến thương mại điện tử như là một khoản thanh toán để mua và bán hàng hóa hoặc dịch vụ được cung cấp thông qua mạng Internet hoặc nói rộng ra là bất kỳ loại hình chuyển tiền điện tử nào.
Các hệ thống thanh toán hiện đại sử dụng các sản phẩm thay thế tiền mặt so với các hệ thống thanh toán truyền thống, bao gồm thẻ ghi nợ, thẻ tín dụng, chuyển tiền điện tử, tín dụng trực tiếp, ghi nợ trực tiếp, ngân hàng trực tuyến (Internet banking) và hệ thống thanh toán thương mại điện tử. Hệ thống thanh toán có thể là cơ hữu hoặc điện tử và mỗi hệ thống có các thủ tục và giao thức riêng. Tiêu chuẩn hóa đã cho phép một số hệ thống và mạng này phát triển ra phạm vi quy mô toàn cầu, nhưng vẫn còn nhiều hệ thống dành riêng cho từng quốc gia và sản phẩm cụ thể. Ví dụ về các hệ thống thanh toán đã trở nên khả dụng trên toàn cầu là mạng lưới thẻ tín dụng và máy rút tiền tự động (ATM).
Các hình thức hệ thống thanh toán cụ thể khác cũng được sử dụng để giải quyết các giao dịch tài chính cho các sản phẩm trên thị trường chứng khoán, thị trường trái phiếu, thị trường tiền tệ, thị trường kỳ hạn, thị trường phái sinh, thị trường quyền chọn. Ngoài ra, tồn tại các hình thức để chuyển tiền giữa các tổ chức tài chính được thực hiện bằng cách sử dụng hệ thống thanh toán bù trừ tự động và tổng thời gian thực (RTGS). Trên phạm vi quốc tế, hình thức này được thực hiện bằng cách sử dụng mạng SWIFT. Việc thiết lập một hệ thống thanh toán quốc gia hiệu quả sẽ góp phần làm giảm chi phí trao đổi hàng hóa, dịch vụ và tài sản. Nó không thể thiếu đối với hoạt động của thị trường liên ngân hàng, thị trường tiền tệ và thị trường vốn.
Hệ thống thanh toán yếu kém có thể ảnh hưởng nghiêm trọng đến sự ổn định và năng lực phát triển của nền kinh tế quốc dân và như vậy có thể dẫn đến việc sử dụng không hiệu quả các nguồn tài chính, chia sẻ rủi ro không công bằng giữa các đại lý, thiệt hại thực tế cho những người tham gia, mất niềm tin vào hệ thống tài chính và việc sử dụng tiền tệ. Hiệu quả kỹ thuật của hệ thống thanh toán có ý nghĩa quan trọng đối với sự phát triển của nền kinh tế. Hệ thống thanh toán tự động- Automated clearing house (ACH) xử lý các giao dịch theo lô, lưu trữ và truyền chúng theo nhóm, ACH thường được sử dụng cho các giao dịch có giá trị thấp, không khẩn cấp trong khi hệ thống RTGS (Real-time gross settlement-Thanh toán gộp thời gian thực) thường được sử dụng cho các giao dịch khẩn cấp, có giá trị cao.